# Karas Monika
Karas Monika (Budapest, 1962. január 22. –) magyar újságíró, jogász, 2013-2021 között a Nemzeti Média- és Hírközlési Hatóság (NMHH) elnöke, a Nemzeti Média- és Hírközlési Hatóság (NMHH) Médiatanácsának elnöke, a Magyar Média Mecenatúra Program koordinátora, 2021 óta az Állami Számvevőszék egyik alelnöke. 2015, 2016 és 2017-ben a Forbes őt választotta a 3. legbefolyásosabb magyar nőnek a közéletben. Férje a Semmelweis Orvostudományi Egyetem mesteroktatója, egykori kajak-kenu világbajnok, két gyermeket nevelnek.

## Életpályája
Karas Monika műszaki értelmiségi családból származik. 1980-ban érettségizett Budapesten az Arany János Gimnáziumban angol tagozaton, ekkor már érdeklődése a jogtudományok felé fordult. Tanulmányait az Eötvös Loránd Tudományegyetem Állam- és Jogtudományi karán folytatta, ahol 1985-ben „summa cum laude” minősítéssel kapta meg diplomáját, majd jogi szakvizsgát szerzett 1988-ban, ügyvédi esküjét pedig 1994-ben tette le. Nyelvi tanulmányai során középfokú nyelvvizsgát szerzett német és orosz nyelvből, jól beszél angolul. 1985 és 1992 között a Lapkiadó Vállalatnál dolgozott, mint jogtanácsos. A következő egy évben a Hírlapkiadó Vállalat osztályvezető jogtanácsosaként működött. 1993 és 1994 között a vállalat vezérigazgató-helyetteseként dolgozott.
1992 és 1994 között az Esti Hírlap Kiadói Kft. jogi képviselőjeként tevékenykedett, majd 1993 és 2002 között jogi képviselőként a Magyar Fórum Kiadói Kft. munkatársa volt. Az ezután következő években a Nemzet Lap- és Könyvkiadónál, a Hír TV Műsorszolgáltató és Hirdetésszervező Zrt.-nél és a Lánchíd Rádió Kft.-nél volt jogi képviselő, ez utóbbinál 2007 óta. 1999-től három éven át az Országos Rádió- és Televízió Testület Panaszbizottságának elnökeként dolgozott, 2000 és 2005 között, mint a Szerzői Jogi Szakértő Testület tagja.
A Budapesti Ügyvédi Kamara Fegyelmi Bizottságának 2002 és 2003 között volt a tagja. 2008 és 2012 között pedig a REPROPRESS Magyar Lapkiadók Reprográfiai Egyesületének elnökségi tagjaként működött. A Magyar Lapkiadók Egyesületében 2008-tól 2012-ig munkálkodott, mint a Nemzet Lap- és Könyvkiadó Kft. egyesületi tagságának képviselője, ezáltal több évtizedes ügyvédi, média- és szakjogászi tapasztalattal rendelkezik. 2013. augusztus 19-én nevezték ki a Nemzeti Média- és Hírközlési Hatóság elnökévé, a kinevezéssel Dr. Karas Monika automatikusan a médiatanács elnökjelöltjévé válik, azonban a parlament kétharmados többsége szükséges ahhoz, hogy ezt a tisztséget megkaphassa. Az Országgyűlés 2013. szeptember 9-én 248 szavazattal kilenc évre megválasztotta a Nemzeti Média- és Hírközlési Hatóság (NMHH) Médiatanácsának elnökévé Karas Monikát.
Kinevezése előtt ügyvédi tevékenységéről vált közismertté, miután 2005-ben a Szárhegy dűlő-Sárazsadány-Tokajhegyalja Kft. jogi képviseletét sikeresen ellátva megnyerte az Orbán Viktor és felesége szerepével kapcsolatos pert az Élet és Irodalommal szemben, habár ezzel összefüggésben a Magyar Nemzet képviseletében hazugságon kapták. Ismertebb ügyfelei közé tartozott többek között Habony Árpád, Rogán Antal, a HírTV, Lánchíd Rádió, Magyar Fórum Kiadói Kft., Fidesz–MPSZ is.
2021 októberében jelentette be, hogy „új szakmai kihívások keresésére” hivatkozva egy évvel mandátumának vége előtt, október 31-ei hatállyal lemond az NMHH elnöki tisztéről, ezután az Állami Számvevőszék alelnöke lesz. Emögött a Fidesz kormány NMHH elnöki pozíciójának 2022-es országgyűlési választások előtti „bebetonozását” látták, mivel Karas megbízatása 2022-ben járt volna le. Kiderült az is, hogy nettó 41 millió forint végkielégítést kap, miközben az új munkahelyén 4,2 milliós havi fizetése lesz.

## Interjúk
- Az igazi változás a fejekben kezdődik - Interjú Karas Monikával, a Nemzeti Média- és Hírközlési Hatóság (NMHH) elnökével, Vida Sándor, DigitalHUngary, 2014. augusztus 6.